# Fabián Estay
Fabián Raphael Estay Silva (Santiago del Cile, 5 ottobre 1968) è un ex calciatore cileno, di ruolo attaccante.

## Carriera

### Club
Uscito dalle giovanili dell'Universidad Católica, debutta in prima squadra nel 1987, rimanendo nel club cileno fino al 1991; in quell'anno passa agli svizzeri del San Gallo, dove resta fino al 1993, anno nel quale torna in Cile. Il club che sceglie Estay per il suo ritorno in patria è l'Universidad de Chile, rivale del suo precedente club; gioca 22 partite non andando mai a segno.
Al termine della stagione è l'Olympiakos a dare l'opportunità al cileno di tornare in Europa, mettendo sotto contratto il giocatore fino al 1995. Al termine dell'esperienza greca torna nuovamente in patria, al Colo Colo dove rimane una stagione segnando 7 reti in 32 gare.
All'inizio del 1996 è il Toluca ad aprire al giocatore le porte del calcio messicano, in cui rimarrà fino al 2004. Il primo periodo alla squadra di Toluca è caratterizzato dal buono stato di forma del giocatore, che segna 19 reti in 84 partite. Nel 1999 passa ai giganti del Club América di Città del Messico, dove rimane fino al 2001, non mantenendo la stessa media gol degli anni precedenti andando a segno una sola volta in 76 partite disputate.
Nel 2001 è il CF Atlante ad assicurarsi il giocatore, che risponde con 6 reti in 56 partite nel periodo che va fino al 2003. Nel 2003 passa brevemente al Santos Laguna prima di tornare al Toluca dove chiude l'esperienza messicana per provare quella colombiana all'América de Cali. Nel 2006 si ritira nella squadra cilena del Club Deportivo Palestino.

### Nazionale
Con la nazionale di calcio cilena Estay ha giocato un totale di 69 partite segnando 5 reti, venendo incluso nella lista dei convocati per cinque competizioni, tra cui le Copa América Cile 1991, Ecuador 1993, Uruguay 1995 e Paraguay 1999 e il campionato del mondo 1998.

## Palmarès

### Club
- Campionato cileno: 2

Universidad Catolica: 1987
Universidad de Chile: 1993
- Coppa del Cile: 1

Universidad de Chile: 1994
- Campionato messicano: 2

Toluca: 1998, 1999

### Individuale
- Pallone d'oro (Messico): 3

Inverno 1997, Estate 1998, Estate 1999